# Mechraâ Sfa (distrito)
Mechraâ Sfa é um distrito localizado na província de Tiaret, Argélia.[carece de fontes?] Sua capital é a cidade de mesmo nome.

## Comunas
O distrito está dividido em três comunas:
- Mechraâ Sfa
- Djillali Ben Amar
- Tagdempt